# Sparvöga (TV-serie)
Sparvöga är en svensk TV-serie i sex delar från 1989. Serien regisserades av Arne Hedlund och baserades på Ann-Charlotte Alverfors trilogi Sparvöga (1975), Hjärteblodet (1976) och Snabelros (1977).
Seriens signaturmelodi "Sparvöga" sjöngs av Marie Fredriksson och blev mycket populär.

## Rollista i urval
- Ewa Nilsson - Sparvöga
- Pernilla Oscarsson - Sparvöga som barn
- Thomas Nystedt - Pappa
- Maria Fahl - Mamma
- Sten-Åke Cederhök - Farfar
- Irma Christenson - Farmor
- Halvar Björk - Morfar
- Ulla Sjöblom - Mormor
- Per Oscarsson - Bokrabblaren
- Karin Holmberg - Snus
- Göran Redin - Leif
- Ralph Carlsson - Poliskonstapeln
- Måns Westfelt - ingenjör Ek
- Evert Lindkvist - pastor Frid
- Ebon Sorin - översköterska
- Lena Brogren - traktordamen
- Ulf Qvarsebo - källarmästare
- Ann Gelbar - gammelmormor
- Anders Janson - sistfödde sonen
- Dan Sjögren - "konvaljemördaren"
- Kerstin Tidelius - lärarinna
- Arne Augustsson - bruksarbetare
- Martin Berggren - bruksarbetare Berg
- Anders Ekborg - raggare
- Sven-Åke Gustavsson - raggare
- Göran Parkrud - raggare
- Niklas Falk - Algot
- Roland Hedlund - läkare på ålderdomshemmet
- Kåge Gustafson - fabrikör
- Claes Malmberg - fabriksarbetare
- Maria Hörnelius - sömmerska
- Willie Andréason - "Ryck i byx"
- Sten Ljunggren - "Livet å Döden"
- Percy Brandt - direktör
- Stig Torstensson - taxichauffören
- Guje Palm - barnmorska
- I12 - cyklister

### Fotnoter
1. ↑  ”Sparvöga”. Svensk Filmdatabas. http://sfi.se/sv/svensk-filmdatabas/Item/?type=MOVIE&itemid=36199&ref=%2ftemplates%2fSwedishFilmSearchResult.aspx%3fid%3d1225%26epslanguage%3dsv%26searchword%3dsparv%C3%B6ga%26type%3dMovieTitle%26match%3dBegin%26page%3d1%26prom%3dFalse. Läst 29 januari 2013.
2. 1 2  Gradvall et al (2009), #441